# Jhansi Rly. Settlement
Jhansi Rly. Settlement là một thị xã của quận Jhansi thuộc bang Uttar Pradesh, Ấn Độ.

## Nhân khẩu
Theo điều tra dân số năm 2001 của Ấn Độ, Jhansi Rly. Settlement có dân số 15.500 người. Phái nam chiếm 54% tổng số dân và phái nữ chiếm 46%. Jhansi Rly. Settlement có tỷ lệ 76% biết đọc biết viết, cao hơn tỷ lệ trung bình toàn quốc là 59,5%: tỷ lệ cho phái nam là 82%, và tỷ lệ cho phái nữ là 70%. Tại Jhansi Rly. Settlement, 11% dân số nhỏ hơn 6 tuổi.